# جاکولا
جاکولا (به انگلیسی: Jacula) یک گروه پراگرسیو راک ایتالیایی است که در سال ۱۹۶۸ و در شهر میلان توسط آنتونیو بارتوچتی، دوریس نورتون (به عنوان ارگانیست)، چارلز تیرینگ و فرانز پورتنزی تشکیل شد.
جاکولا در زمان خود از جمله گروه‌های نوآور به حساب می‌آمد که توسط اکثر طرفداران و نقدکنندگان با موسیقی تاریک و عجیب خود شناخته می‌شد، خصوصاً زمانی که سبک پراگرسیو راک با موسیقی گروه‌هایی مانند پینک فلوید، جنسیس و جنتل جاینت شناخته می‌شد.
به دلیل اینکه گروه نوعی موسیقی تلفیقی و تجربی ارائه می‌داد، عضو مؤسس جاکولا، آنتونیو بارچتی، آن را اشتباه دوره جوانی خود می‌داند. این گروه تاکنون تنها سه آلبوم عرضه کرده‌است.
اعضا دو آلبوم را به اتمام رساندند: این کائودا سمپر استات وننوم که صدای غالب آن، صدای ارگان، پیانو و سایر افکت‌های صوتی است و تاردو پده این ماجیام ورسوس که صدای دوریس نورتون در آن شنیده می‌شود و موسیقی گروه تحت تأثیر گروه‌ها زیر زمینی دیگر ایتالیایی مانند له اورمه قرار گرفته‌است.
پس از حدود چهار دهه، سومین آلبوم استدیویی گروه به نام پره ویام در مه ۲۰۱۱ عرضه شد.

## آلبوم‌ها
- این کائودا سمپر استات وننوم (۱۹۶۹)
- تاردو پده این ماجیام ورسوس (۱۹۷۲)
- پره ویام (۲۰۱۱)